# Björn Železný bok
Björn Železný bok (staroseversky: Bjǫrn Járnsíða; islandsky: Björn Járnsíða; švédsky: Björn Järnsida; dánsky: Bjørn Jernside; středověkou latinou: Bier Costae ferreae) byl legendární král Švédska, který žil někdy v 9. století. Tvrdí se, že Björn Železný bok byl prvním panovníkem dynastie Munsö. Na počátku 18. století byla nalezena mohyla, kterou archeologové prohlásili za Björn Järnsidas hög, neboli mohylu Björna Železného boka. 
Björnovou matkou měla být podle různých vzájemně si protiřečících zdrojů štítonoška Lagertha nebo Aslaug. 
Příběhy hovoří o Björnových potenciálních synech a vnucích, včetně Björn at Haugi a Erik Björnsson.

## Historie
Jakožto mocný vikingský vůdce a lodní kapitán, Björn se svým blízkým přítelem a pěstounem Hasteinem vedl spoustu (většinou úspěšných) nájezdů na Francii stejně jako jeho otec Ragnar Lodbrok. Od roku 859 do 862 vedl Björn výpravu do Středozemního moře. Po nájezdu na pyrenejské pobřeží se Björn a Hastein probojovali přes Gibraltar a vyplenili jižní Francii. Zde přezimovali a následně pluli k Itálii, kde dobyli pobřežní město Pisa. Pokračovali do vnitrozemí k městu Luni, o kterém si mysleli, že je to Řím, ale nebyli schopni dobýt jeho hradby. Vymysleli lest, díky které by se dostali do města. Hastein poslal k biskupu posla se zprávou, že je smrtelně nemocný, a s prosbou o pokřtění na smrtelné posteli a s následným pohřbem v kostele. Jeho stráže ho donesli k malé kapli. Tam Hastein překvapil všechny kněží, když vyskočil z nosítek. Jeho stráže si probili cestu k městské bráně, kterou ihned otevřeli pro své spojence. Po návratu do západní Evropy se oba muži rozešli. Björn ztroskotal na pobřeží Anglie a sotva přežil. Posléze odešel do Fríska, kde zemřel. S historicitou tohoto příběhu jsou problémy. V soudobých zdrojích se Hastein objevuje později než Björn a z chronologických důvodů by se sotva mohl stát jeho pěstounem. Navíc Luni vyplenili spíše Saracéni než vikingové.